# Espacio de medida
Un espacio de medida es un objeto básico de la teoría de la medida, una rama de las matemáticas que estudia las nociones generalizadas de volúmenes. Contiene un conjunto subyacente, los subconjuntos de este conjunto que son factibles de medir (el σ -álgebra) y el método que se utiliza para medir (la medida). Un ejemplo importante de un espacio de medida es un espacio de probabilidad. 
Un espacio medible consta de los dos primeros componentes sin una medida específica. 

## Definición
Un espacio de medida es una terna {\displaystyle (X,{\mathcal {A}},\mu ),} donde
- {\displaystyle X} es un conjunto
- {\displaystyle {\mathcal {A}}} es un σ-álgebra en el conjunto {\displaystyle X}
- {\displaystyle \mu } es una medida en {\displaystyle (X,{\mathcal {A}})}

## Ejemplo
Conjunto {\displaystyle X=\{0,1\}} . los {\textstyle \sigma } -álgebra en conjuntos finitos como el anterior suele ser el conjunto de potencias, que es el conjunto de todos los subconjuntos (de un conjunto dado) y se denota por {\textstyle {\mathcal {P}}(\cdot )}. Siguiendo esta convención, establecemos 
{\displaystyle {\mathcal {A}}={\mathcal {P}}(X)}
En este caso simple, el conjunto de potencia se puede escribir explícitamente: 
{\displaystyle {\mathcal {P}}(X)=\{\emptyset ,\{0\},\{1\},X\}.}
Como medida, defina {\textstyle \mu } por 
{\displaystyle \mu (\{0\})=\mu (\{1\})={\frac {1}{2}},}
entonces {\textstyle \mu (X)=1} (por aditividad de medidas) y {\textstyle \mu (\emptyset )=0} (por definición de medidas). 
Esto conduce al espacio de medida {\textstyle (X,{\mathcal {P}}(X),\mu )}. Es un espacio de probabilidad, ya que {\textstyle \mu (X)=1}. La medida {\textstyle \mu } corresponde a la distribución de Bernoulli con  {\textstyle p={\frac {1}{2}}}, que se utiliza, por ejemplo, para modelar un lanzamiento de moneda justo. 

## Clases importantes de espacios de medida
Las clases más importantes de espacios de medida se definen por las propiedades de sus medidas asociadas. Esto incluye 
- Espacios de probabilidad, un espacio de medida donde la medida es una medida de probabilidad[1]
- Espacios de medida finita, donde la medida es una medida finita[3]
- {\displaystyle \sigma } -espacios de medida finita, donde la medida es un {\displaystyle \sigma } -medida finita
- Espacios métricos de medida homogéneos,[4] dotados de una estructura adicional de espacio métrico y donde la medida es doblante.

Otra clase de espacios de medida son los espacios de medida completos.